# Zabrodzie (Silésie)
Pour les articles homonymes, voir Zabrodzie.
Zabrodzie est une localité polonaise de la gmina de Żarnowiec, située dans le powiat de Zawiercie en voïvodie de Silésie.